# 華夏藝術中心
22°32′04″N 113°59′07″E / 22.5345°N 113.9853°E

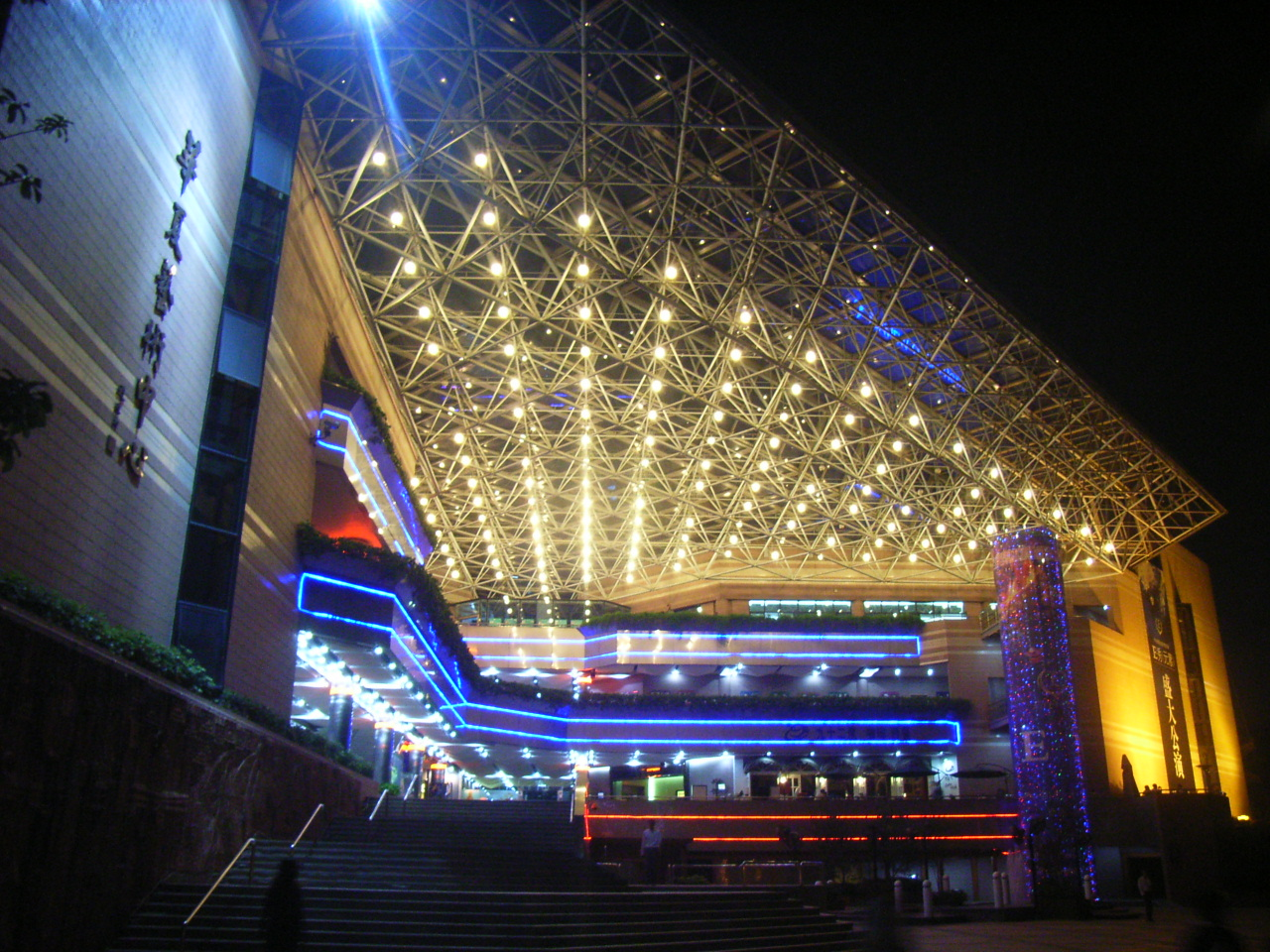
华夏艺术中心夜景。

华夏艺术中心是一座位于中国广东省深圳市南山区华侨城的文化演出设施。华夏艺术中心占地面积约1.35万平方米，1990年竣工，1991年投入使用。
华夏艺术中心曾举办了各种大型国内和国际会议、展览以及艺术和文化活动。1997年2月至6月，此处曾作为香港临时立法会的会场。
2004年5月至2005年3月，华夏艺术中心进行了大规模翻修。